# Oresteja
Oresteja je edina ohranjena tragična grška trilogija. Napisal jo je Ajshil. Prvič je bila uprizorjena leta 458 pred našim štetjem. Drama je osredotočena na trenutek, ko se predstavniki velikega, z bogastvom in nekdanjo slavo prevzetega naroda spoprimejo s propadom. Junaki so tipizirani, zbor pa je vpleten v kompozicijo drame in je ključen za razumevanje drame. Drama ima religiozne poteze (delovanje božje pravičnosti, junaki trpijo po volji pravičnega Zevsa, trpljenje ima nek smisel, na koncu pride do reda in je tako, kot mora biti – dobro se plača, slabo se kaznuje – Δίκη).
Trilogijo sestavljajo:
- Agamemnon (Ἀγαμέμνων)
- Prinašalke pitnih darov (Χοηϕόροι)
- Evmenide (Εὐμενίδες)

## Zgodba
Vsak del ima neko predzgodbo in to, kar se dogaja, ima vedno svoj razlog – zgodila se je krivica, ki mora biti poplačana (in krivda se deduje). Gonilna sila v tragedijah je napuh (ἡ ὕβρις). Atene kot mesto se v tem času oblikujejo kot polis (zakoni, ureditve, sodišča …).
- 'πάϑει μάϑος' = v trpljenju je nauk

Agamemnon, Atrejev sin in Menelajev brat, je bil vladar v Argosu ter vrhovni poveljnik grške vojske v trojanski vojni. Potem ko se je po padcu Troje zmagoslavno vrnil domov, ga je žena Klitajmnestra, ki se je medtem spečala z Ajgistom, zahrbtno umorila. Njegovo smrt je maščeval sin Orest, s pomočjo sestre Elektre je ubil Ajgista in svojo mater ter s tem priklical nadse Erinije, boginje maščevanja. Delfsko preročišče je Oresta napotilo pred atensko sodišče Areopag: tožnice so bile Erinije, zagovornik pa bog Apolon. Toda glasovi porotnikov za obsodbo in zoper njo so bili izenačeni in Atena je po načelu, da je izenačenje v prid obtoženemu, Oresta oprostila krivde.

### Agamemnon (Ἀγαμέμνων)
- Agamemnon se vrne s trojanske vojne (kjer je žrtvoval hčer Ifigenijo).
- Njegova žena Klitajmnestra ima medtem razmerje z Agamemnonovim bratrancem Ajgistom.
- Klitajmnestra Agamemnonu zameri tudi to, da je žrtvoval Ifigenijo.
- Klitajmnestra in Ajgist ubijeta Agamemnona in kot tirana zavladata mikenski deželi.

### Prinašalke pitnih darov (Χοηϕόροι)
- Orest se skrivaj vrne iz izgnanstva, da bi maščeval očetovo smrt.
- Elektra prepozna Oresta in skupaj skujeta načrt.
- S pomočjo sestre Elektre Orest ubije mamo in njenega ljubimca.
- Erinije, maščevalke krvnih zločinov, ga začnejo zasledovati in preganjati.

### Evmenide (Εὐμενίδες)
- Erinije nastopajo kot zbor.
- Orest se v svojih blodnjah zateče v Apolonovo svetišče v Delfih, da bi našel mir.
- Atena na Akropoli spremlja zagovor Oresta in Erinij.
- Krvno sodišče v Areopagu Oresta oprosti krivde.
- Erinije se spremenijo v Evmenide, boginje blagoslova in plodnosti, in dobijo svoj tempelj.